# Narathura adherbal
Narathura adherbal är en fjärilsart som beskrevs av Grose-smith 1902. Narathura adherbal ingår i släktet Narathura och familjen juvelvingar. Inga underarter finns listade i Catalogue of Life.